# The Great Plane Robbery (film 1940)
The Great Plane Robbery è un film del 1940 diretto da Lewis D. Collins.

## Produzione
Il film fu prodotto - con il titolo di lavorazione Keep Him Alive - dalla Larry Darmour Productions. Le riprese iniziarono il 14 aprile 1940 per concludersi dieci giorni più tardi, il 24 aprile.
Il sistema di registrazione adottato per il film fu il Western Electric Mirrophonic Recording.

## Distribuzione
Distribuito dalla Columbia Pictures, il film uscì nelle sale cinematografiche USA il 9 dicembre 1940 dopo essere stato presentato in prima a New York il 15 novembre.
In Messico, dove prese il titolo El avión secuestrado, fu distribuito il 17 maggio 1941.